# Фил Ягелка
Филип Никодем „Фил“ Ягелка (първото име на английски, другите две на полски: Philip Nikodem „Phil“ Jagielka) е бивш английски професионален футболист от полски произход, централен защитник. Той е син на полски емигранти. Висок е 180 см и тежи 83 кг. Ягелка започва кариерата си в местения Хейл Барнс Юнайтед. През 1999 г. той е привлечен в младежката академия на Шефилд Юнайтед, като прави дебюта си за първия отбор на 5 май 2000 г. срещу Суиндън Таун. В деня след този двубой играчът подписва професионален договор с „остриетата“. За целия си престой на „Брамал лейн“ Ягелка изиграва 254 мача за първенство, в които бележи 18 гола. Бранителят преминава в Евертън на 4 юли 2007 г., като трансферната сума е 4 милиона паунда (най-голямата сума, за която играч на Шефилд Юнайтед е бил купуван някога). Към юни 2009 г. той има 68 мача и 1 гол за „карамелите“. Дебютира за националния отбор на Англия срещу Тринидад и Тобаго на 1 юни 2008 г.